# Christian David Lenz

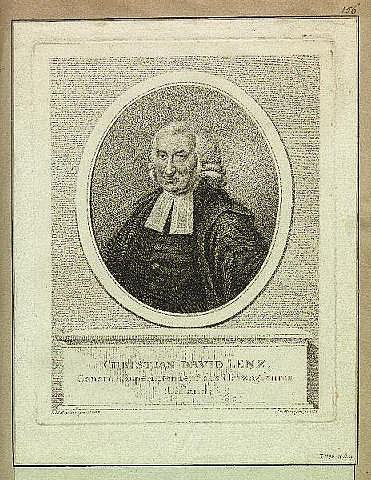
Christian David Lenz

Christian David Lenz (* 26. Dezember 1720 in Köslin; † 14. August 1798 in Dorpat) war ein deutsch-baltischer Geistlicher.

## Leben
Lenz studierte Theologie an der Universität Halle. 1740 ging er als Hauslehrer nach Livland, das damals eine der Russischen Ostseeprovinzen war. Ab 1742 war er hier Pastor in Serben und Drostenhof. Von 1749 bis 1758 arbeitete er als Pastor in Seßwegen. Ab 1751 war er zugleich Propst des 2. Wendenschen Kreises. 
1759 ging er nach Dorpat, wo er Pastor der deutschen Gemeinde wurde, zugleich Beisitzer des Stadtkonsistoriums und Aufseher der Stadtschule. 1779 wurde er vom Landtag zum Generalsuperintendenten von Livland gewählt; dieses Amt übte er bis zu seinem Tode 1798 aus. 
Lenz war zweimal verheiratet und hatte mehrere Kinder. Der Sohn Friedrich David Lenz wurde ebenfalls Geistlicher, während der Sohn Jakob Michael Reinhold Lenz sein Theologiestudium abbrach und als Dichter berühmt wurde.